# ユーディト・フォン・バイエルン (シュヴァーベン大公妃)

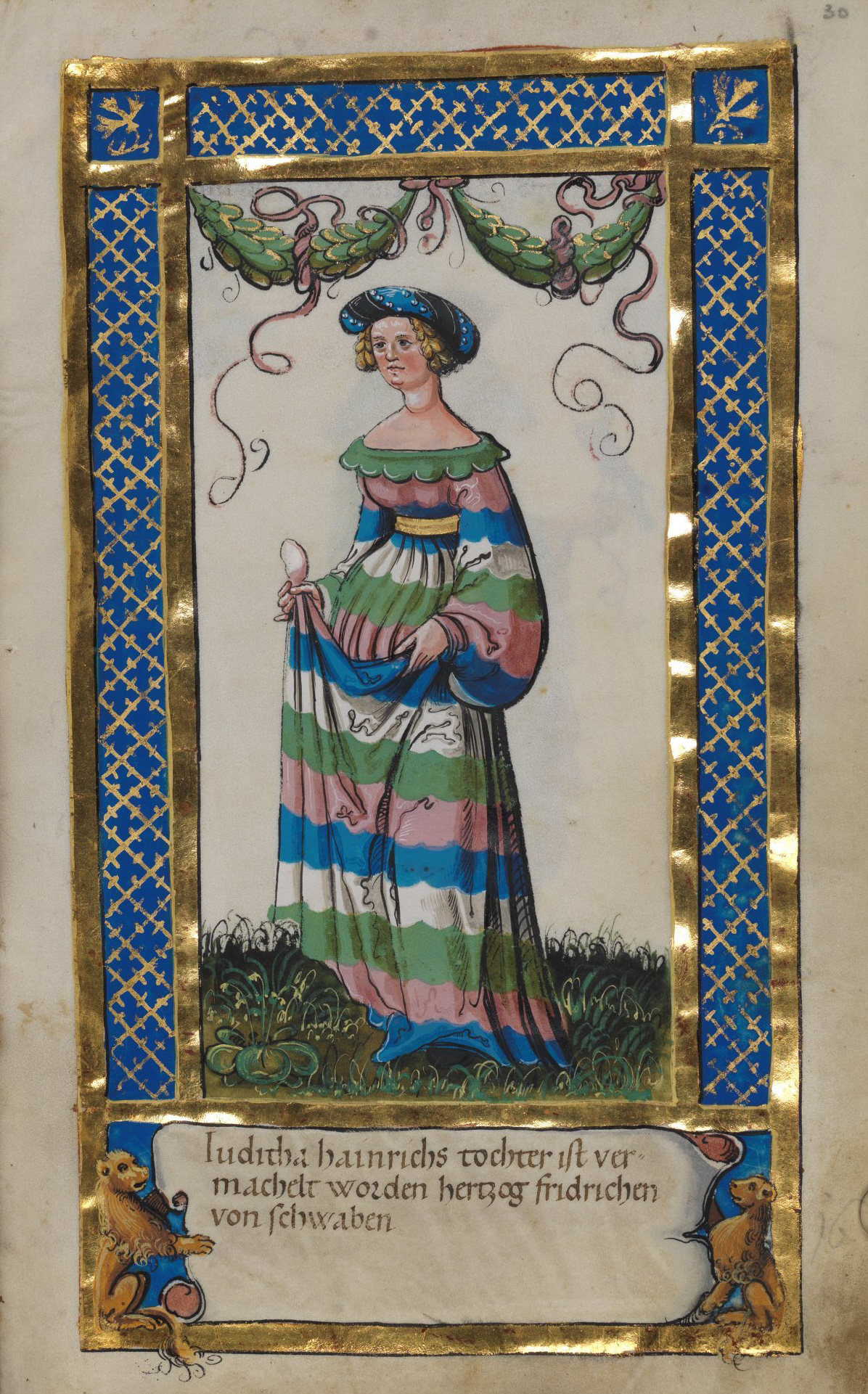
ユーディト・フォン・バイエルン

ユーディト・フォン・バイエルン（ドイツ語：Judith von Bayern, 1100年ごろ - 1130/1年2月22日）は、シュヴァーベン大公フリードリヒ2世の妃。

## 生涯
ユーディトはバイエルン公ハインリヒ9世の娘である。1119/20年にシュヴァーベン大公フリードリヒ2世と結婚した。フリードリヒ2世は神聖ローマ皇帝ハインリヒ4世の外孫にあたる。1122年に後に神聖ローマ皇帝となるフリードリヒ1世が、1123/4年には娘ベルタが生まれた。この2人以外の子女の記録はない。
父ハインリヒ9世は、1125年の国王選挙で特別な役割を果たした。最初ハインリヒ9世は婿であるシュヴァーベン大公フリードリヒ2世の立候補を促したが、ふさわしい候補者について議論する中で考えを変え、ザクセン公ロタールを推し、ロタールがローマ王ロタール3世となった。
ユーディトは、義父フリードリヒ1世が寄贈したロルヒ修道院内の墓所に埋葬された。1475年に修道院長ニコラス・シェンク・アルベルクが全てのシュタウフェン家の墓を開け、修道院教会の身廊の墓に移した。ユーディトの心臓はヴァルブールのベネディクト会修道院に夫フリードリヒ2世およびその2番目の妃アグネス・フォン・ザールブリュッケンとともに埋葬されている可能性があるが、それらの墓は現在修道院教会内で見つけることはできない。

## 子女
以下の2人の子女をもうけた。
- フリードリヒ1世（1122年 - 1190年） - ローマ王（1152年 - 1190年）、神聖ローマ皇帝（1155年 - 1190年）
- ベルタ（1123/4年 - 1194/5年） - ロレーヌ公マチュー1世と結婚

## 脚注

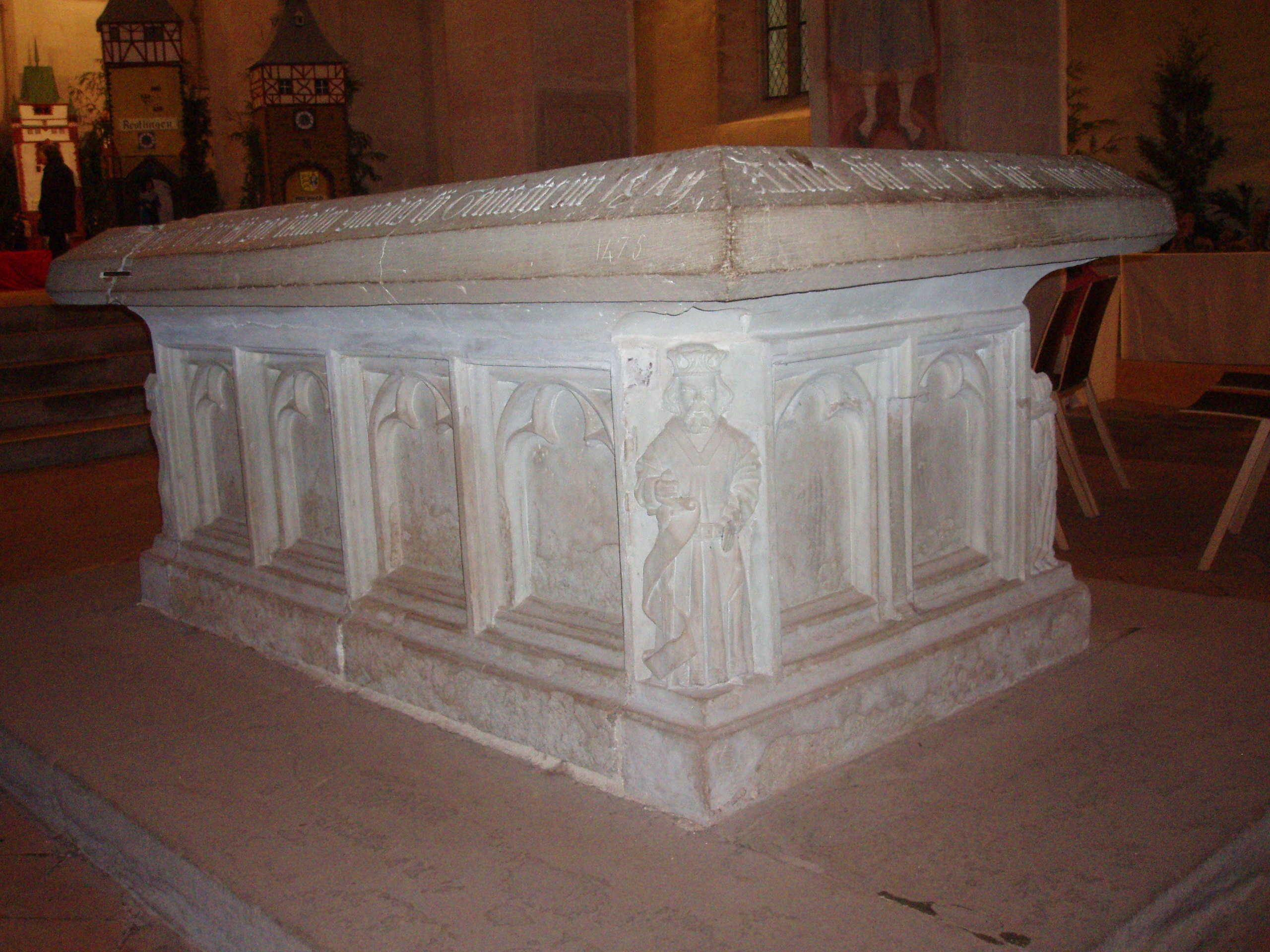
ロルヒ修道院身廊にあるシュタウフェン家の墓